# 龙胜红山茶
龙胜红山茶（学名：Camellia lungshenensis）是山茶科山茶属的植物。分布在中国大陆的广西等地，目前尚未由人工引种栽培。